# Torrecaballeros
Torrecaballeros est une commune de la province de Ségovie dans la communauté autonome de Castille-et-León en Espagne.

## Géographie
La commune de Torrecaballeros est formée de 4 localités :
- Aldehuela de Torrecaballeros (0,7 km)
- Cabanillas del Monte (2,8 km)
- Caserío de la Torre (1,5 km)
- Torrecaballeros

## Sites et patrimoine
- Casa del esquileo (es)
- Chapelle de La Magdalena
- Chapelle de San Roque
- Église de San Nicolás de Bari
- Plaza Mayor